# Macayo y Naranjo 1.ª Sección
Macayo y Naranjo 1.ª Sección es una localidad del municipio de Huimanguillo ubicado en la subregión de la Chontalpa del estado mexicano de Tabasco.

## Geografía
La localidad de Macayo y Naranjo 1.ª Sección se sitúa en las coordenadas geográficas 17°52′39″N 93°21′30″O / 17.877500, -93.358333, a una elevación de 20 metros sobre el nivel del mar.

## Demografía
Según el Conteo de Población y Vivienda 2020, efectuado por el Instituto Nacional de Estadística y Geografía, la localidad de Macayo y Naranjo 1.ª Sección tiene 245 habitantes, de los cuales 119 son del sexo masculino y 126 del sexo femenino. Su tasa de fecundidad es de 2.8 hijos por mujer y tiene 72 viviendas particulares habitadas.
| Gráfica de evolución demográfica de Macayo y Naranjo 1.ª Sección entre 1970 y 2020 |
|                                                                                    |
| INEGI.                                                                             |